# Sankt Andrä (Karinthië)
Sankt Andrä is een gemeente in de Oostenrijkse deelstaat Karinthië en maakt deel uit van het district Wolfsberg.
Sankt Andrä telt 10.574 inwoners.
Tot 1859 was het dorp de bisschopszetel van het bisdom Lavant. Nadien verhuisde de bisschopszetel naar Maribor.

## Geboren in Sankt Andrä
- Heinrich Oberortner (29 november 1919) in de deelgemeente Maria Rojach; componist en dirigent

Bad Sankt Leonhard im Lavanttal ·
Frantschach-Sankt Gertraud ·
Lavamünd ·
Preitenegg ·
Reichenfels ·
Sankt Andrä ·
Sankt Georgen im Lavanttal ·
Sankt Paul im Lavanttal ·
Wolfsberg
- Gemeinsame Normdatei: 4118363-0
- MusicBrainz: a1905709-b710-4028-a1c2-f35b8c671299
- Nationale Bibliotheek van Tsjechië: ge757362
- Virtual International Authority File: 235702753